# Іслам у Гаяні
Іслам у Гаяні є третьою за чисельністю релігією в країні відповідно після християнства та індуїзму. За даними перепису населення 2012 року, 7 % населення країни є мусульманами. Однак дослідження Pew Research від 2010 року показує, що мусульмани становлять 6,4 % населення країни. Іслам вперше був представлений у Гаяні через рабів із Західної Африки, але був придушений на плантаціях, доки в країну не були привезені мусульмани з Британської Індії як наймана робоча сила. Нинішній президент Гаяни Мохамед Ірфаан Алі є першим мусульманським президентом.
Ісламські свята Ід аль-Адха та Маулід є національними святами в Гаяні. Також широко відзначаються Хосай (Ашура), Ід аль-Фітр, Шаб-і-Барат, Чаанд Раат, ісламський Новий рік і місяць Рамадан.

## Історія
Як і в більшості країн Південної Америки, іслам поширився в Гаяну через трансатлантичну работоргівлю. Для роботи на цукрових плантаціях Гаяни із Західної Африки були привезені як раби мусульмани мандінка та фулані. Однак гнітючі умови рабства в колонії призвели до того, що до 1838 року, коли до колонії прибули 240 000 жителів Південної Азії: сучасної Індії, Пакистану та Афганістану, практика ісламу фактично зникла. Записи того часу показують, що хоча переважна більшість цих слуг були індуїстами, значна меншість була мусульманами.
Мусульмани-індогаянці зберігали свою релігійну ідентичність, попри розлуку з батьківщиною, засновуючи мечеті, ісламські організації, а після Другої світової війни шукали міжнародної підтримки, спрямованої на створення «політичного простору для колоніальних мусульман». До 1890 року в Гаяні було 29 мечетей, а до 1920 року — 50. Серед найперших організацій — Квінстаунська джама-масджид (заснована 1895 року), Мусульманське літературне товариство молодих чоловіків (1926) та Об'єднаний сад'рський ісламський анджуман (1949).
Після здобуття Гаяною незалежності від Великої Британії в 1966 році Гаяна встановила дипломатичні відносини з такими арабськими країнами, як Єгипет, Ірак і Лівія, які відкрили посольства в столиці Джорджтауні. Деякі представники мусульманської молоді вирушили до Саудівської Аравії, Єгипту та Лівії, щоб вивчати ісламську теологію та арабську мову. У 1996 році президент Гаяни Чедді Джаган відвідав Сирію, Кувейт, Бахрейн, Катар, Об'єднані Арабські Емірати та Ліван і призначив представника на Близькому Сході. У тому ж році Гаяна офіційно стала постійним спостерігачем в Організації ісламського співробітництва (OIC).
У 1998 році Гаяна стала 56-м повноправним членом ОІК. У серпні 2020 року доктор Мохамед Ірфаан Алі став президентом Гаяни та першим мусульманським главою держави в Південній Америці.

## Демографія
За переписом 2012 року, приблизно 6,8 % населення сповідують мусульманство (загалом 50 572 осіб). Майже всі мусульмани мають індійське походження, однак є кілька афро-гаянських новонавернених. Мусульманське населення скорочується через еміграцію.
| Рік               | Гаяна (населення) | Мусульманське населення | Частка (%) |
| ----------------- | ----------------- | ----------------------- | ---------- |
| Перепис 1980 року | 759,567           | 66,122                  | 8,7 %      |
| Перепис 1991 року | 723,673           | 57,669                  | 8,0 %      |
| Перепис 2002 року | 751,223           | 54 554                  | 7 %        |
| Перепис 2012 року | 746 955           | 50 572                  | 7 %        |

### Географічне поширення
Острови Ессекібо-Західна Демерара мають найбільшу частку мусульман — майже 12 %, за якою йдуть Східний Бербіс-Корентайн з 10 % і Махайка-Бербіс з 9 %.
| Номер | Губернаторство                    | Населення (2012) | Мусульмани | %      |
| ----- | --------------------------------- | ---------------- | ---------- | ------ |
| 1     | Баріма-Вайні                      | 27,643           | 70         | 0,3 %  |
| 2     | Померун-Супенаам                  | 46 810           | 3,201      | 6,8 %  |
| 3     | Острови Ессекібо-Західна Демерара | 107,785          | 12 688     | 11,8 % |
| 4     | Демерара-Махайка                  | 311,563          | 18,702     | 6,0 %  |
| 5     | Махайка-Бербіс                    | 49 820           | 4,494      | 9,0 %  |
| 6     | Східний Бербіс-Корентайн          | 109,652          | 10 448     | 9,5 %  |
| 7     | Куюні-Мазаруні                    | 18,375           | 350        | 1,9 %  |
| 8     | Потаро-Сіпаруні                   | 11 077           | 67         | 0,6 %  |
| 9     | Верхній Такуту-Верхній Ессекібо   | 24,238           | 135        | 0,6 %  |
| 10    | Верхня Демерара-Бербіс            | 39 992           | 417        | 1,0 %  |
|       | Гаяна                             | 746 955          | 50,572     | 6,8 %  |

### Мусульманська громада Ахмадія
Перший місіонер Ахмадії прибув до Гаяни в 1908 році. У 1960-х роках в країні була створена громада, яка має кілька мечетей по всій країні, включаючи Джорджтаун, Розіньйол, Новий Амстердам і Сестер Віледж. Цей реформаторський рух, заснований в Індії наприкінці ХІХ століття, також має навернених афро-гаянської громади.

## Міжконфесійна співпраця
За словами американського професора Гаяни Реймонда Чікрі, індуїсти та мусульмани в Гаяні завжди мали «між собою сердечні стосунки. Здавалося б, ці дві групи прийшли до спільного розуміння поваги до простору одна одної, водночас культурно і навіть мовно ідентифікуючи себе одна з одною».
Серед індо-гаянської громади існує мовчазна згода утримуватися від прозелітизму між мусульманами та індуїстами. Гаянська гіндустані, гінді та урду популярні серед індо-гаянських мусульман, які дивляться фільми та слухають музику з Боллівуду. Політичний антагонізм між індо-гаянськими мусульманами та індуїстами практично відсутній, на відміну від Індії чи інших індійських діаспорних громад, таких як Фіджі. Змішані шлюби сприймаються як «допустима девіація». Вони не мають прямого осуду, оскільки обидві спільноти вважаються представниками однієї індійської культури. Проте шлюб між людьми однієї релігії та етнічної приналежності все ще є перевагою серед індо-гаянців. У менших селах індуси та мусульмани збираються разом, щоб взяти участь у церемоніях один одного.

## Організації

### Центральна ісламська організація Гаяни
Центральна ісламська організація Гаяни (CIOG) є найбільшою ісламською групою в Гаяні. Вони беруть участь у наданні допомоги та спонсорству над сиротами.

### Ісламський фонд Гаяни
Гаянський ісламський фонд (GIT) — багатогранна некомерційна організація, заснована з 1978 року. GIT присвятив себе процесу інтелектуального, морального та духовного вдосконалення окремих осіб, сімей і громад у Гаяні. Їхньою метою є освіта, оскільки вони вірять, що «невігластво є першопричиною нетерпимості, расизму, аморальності та злочинності, які пронизують наше суспільство і наш світ». Ісламський фонд Гаяни керує своєю роботою на низовій основі через чотирнадцять адміністративних округів. Деякі з робіт GIT включають організацію занять, громадських заходів та молодіжних програм, а також співпрацю з Джамаатами та даватами для немусульман.
Національна асоціація ісламських сестер (NISA) є жіночим відділом GIT і зосереджується на релігійних і соціальних потребах жінок.

### Гаяна Юнайтед Сад'р Ісламський Анджуман
Гаянський Об'єднаний Садир Ісламський Анджуман (GUSIA) був заснований у червні 1973 року. Вона керує дитячим будинком для дівчаток Шахід в Олеандр Гарденс та дитячим будинком для хлопчиків у Кітті.

### Ісламський інститут Гаяни
Ісламський інститут Гаяни — ісламський навчальний центр, заснований у 1986 році для викладання арабської мови, наук Корану та ісламознавства.

### Національне об'єднане халяльне управління Гаяни (NUHA)
Національне об'єднане халяльне управління Гаяни було створено у 2011 році. Ця організація займається перевіркою та сертифікацією халяльних продуктів і закладів харчування в Гаяні.

## Мечеті
- Квінстаунська мечеть

## Відомі мусульмани Гаяни
- Гамільтон Грін, перший і єдиний мусульманський прем'єр-міністр Гаяни, а також перший і єдиний мусульманський глава уряду в Західній півкулі
- Абдур Рахман Слейд Гопкінсон, письменник
- Незам Гафіз, гравець у крикет Сполучених Штатів і жертва терактів 11 вересня 2001 року
- Асад Фудадін, гравець у крикет Вест-Індії
- Галіл Мохаммед, вчений і професор
- Ірфаан Алі, чинний президент Гаяни, перший мусульманський президент
- Шабір Аллі, імам та ісламський учений
- Рихан Шах, письменник